# Chwaliszowice
Chwaliszowice (prononciation : [xfaliʂɔˈvit͡sɛ]) est un village polonais de la gmina de Trzebiel dans le powiat de Żary de la voïvodie de Lubusz dans l'ouest de la Pologne.
Il se situe à environ 7 kilomètres au sud de Trzebiel (siège de la gmina), 24 kilomètres à l'ouest de Żary (siège de le powiat) et 64 kilomètres au sud-ouest de Zielona Góra (siège de la diétine régionale).

## Histoire
Le nom allemand du village était Quolsdorf.
Après la Seconde Guerre mondiale, avec les conséquences de la Conférence de Potsdam et la mise en œuvre de la ligne Oder-Neisse, le village est intégré à la République populaire de Pologne. La population d'origine allemande est expulsée et remplacée par des polonais.
De 1975 à 1998, le village est attaché administrativement à la voïvodie de Zielona Góra.

Depuis 1999, il fait partie de la voïvodie de Lubusz.